# Marko Palo
 (août 2024).
Si vous disposez d'ouvrages ou d'articles de référence ou si vous connaissez des sites web de qualité traitant du thème abordé ici, merci de compléter l'article en donnant les références utiles à sa vérifiabilité et en les liant à la section « Notes et références ».
Temple de la renommée finlandais : 2005
Marko Palo (né le 26 septembre 1967 à Jyväskylän maalaiskunta en Finlande) est un joueur professionnel de hockey sur glace devenu entraîneur.

## Carrière de joueur
Il passa sa carrière dans la SM-Liiga, portant les couleurs de l'Ässät Pori, du Blues Espoo, et du HPK Hämeenlinna. Il remporta la médaille de bronze à l'âge de 26 ans aux Jeux olympiques d'hiver de 1994 avec l'Équipe de Finlande de hockey sur glace.
Il fut intronisé au Temple de la Renommée du Hockey Finlandais.

## Statistiques
| Saison    | Équipe          | Ligue      |    | Saison régulière | Saison régulière | Saison régulière | Saison régulière | Saison régulière |    | Séries éliminatoires | Séries éliminatoires | Séries éliminatoires | Séries éliminatoires | Séries éliminatoires |
| Saison    | Équipe          | Ligue      | PJ | B                | A                | Pts              | Pun              | PJ               | B  | A                    | Pts                  | Pun                  |                      |                      |
| 1988-1989 | HPK Hämeenlinna | SM-liiga   | 37 | 6                | 11               | 17               | 30               | --               | -- | --                   | --                   | --                   |                      |                      |
| 1989-1990 | HPK Hämeenlinna | SM-liiga   | 40 | 7                | 8                | 15               | 20               | --               | -- | --                   | --                   | --                   |                      |                      |
| 1990-1991 | HPK Hämeenlinna | SM-liiga   | 41 | 6                | 7                | 13               | 30               | 8                | 0  | 3                    | 3                    | 0                    |                      |                      |
| 1991-1992 | HPK Hämeenlinna | SM-liiga   | 43 | 3                | 14               | 17               | 24               | --               | -- | --                   | --                   | --                   |                      |                      |
| 1992-1993 | HPK Hämeenlinna | SM-liiga   | 47 | 17               | 15               | 32               | 12               |                  |    |                      |                      |                      |                      |                      |
| 1993-1994 | HPK Hämeenlinna | SM-liiga   | 48 | 25               | 22               | 47               | 14               | --               | -- | --                   | --                   | --                   |                      |                      |
| 1994-1995 | HV 71 Jonkoping | Elitserien | 37 | 16               | 13               | 29               | 24               | 13               | 5  | 7                    | 12                   | 20                   |                      |                      |
| 1995-1996 | Malmö Redhawks  | Elitserien | 40 | 9                | 9                | 18               | 16               | 5                | 2  | 0                    | 2                    | 12                   |                      |                      |
| 1996-1997 | HPK Hämeenlinna | SM-liiga   | 44 | 6                | 19               | 25               | 57               | 10               | 3  | 7                    | 10                   | 4                    |                      |                      |
| 1997-1998 | Kiekko-Espoo    | SM-liiga   | 48 | 13               | 18               | 31               | 12               | 8                | 1  | 0                    | 1                    | 0                    |                      |                      |
| 1998-1999 | HPK Hämeenlinna | SM-liiga   | 53 | 10               | 10               | 20               | 43               | 2                | 1  | 0                    | 1                    | 0                    |                      |                      |
| 1999-2000 | HPK Hämeenlinna | SM-liiga   | 51 | 8                | 11               | 19               | 30               | 7                | 4  | 1                    | 5                    | 2                    |                      |                      |
| 1999-2000 | HC Vsetín       | Extraliga  | 3  | 1                | 0                | 1                | 0                |                  |    |                      |                      |                      |                      |                      |
| 2000-2001 | HPK Hämeenlinna | SM-liiga   | 54 | 5                | 21               | 26               | 34               | --               | -- | --                   | --                   | --                   |                      |                      |
| 2001-2002 | Ässät Pori      | SM-liiga   | 56 | 5                | 16               | 21               | 30               | --               | -- | --                   |                      |                      |                      |                      |